# Manjala pallida
Manjala pallida är en spindelart som beskrevs av Davies 1990. Manjala pallida ingår i släktet Manjala och familjen mörkerspindlar.
Artens utbredningsområde är Queensland. Inga underarter finns listade i Catalogue of Life.